# Ronde van Overijssel
Die Ronde van Overijssel (dt. Overijssel-Rundfahrt) ist ein niederländisches Straßenrad-Eintagesrennen.
Die Ronde van Overijssel wurde im Jahr 1952 zum ersten Mal ausgetragen und war zunächst ein Rennen für Amateure. Seit 2005 ist sie Teil der UCI Europe Tour und ist in die UCI-Kategorie 1.2 eingestuft. Das Rennen findet jährlich im Mai in der niederländischen Provinz Overijssel statt.

## Siegerliste

### Männer
| - 1952 Piet Smit - 1953 Michel Stolker - 1954 Mik Snijder - 1955 Michel Stolker - 1956 Coen Niesten - 1957 Piet Damen - 1958 Harry Scholten - 1959 Bas Maliepaard - 1960 Jan Janssen - 1961 Piet van der Horst - 1962 Henk Cornelisse - 1963 Leo van Dongen - 1964 Gerben Karstens - 1965 Ad Van Kemenade - 1966 Gerard Vianen - 1967 Ted Blom - 1968 Jan Krekels - 1969 Bart Solaro - 1970 John Cornelissen - 1971 Charles de Smit - 1972 Jo van Pol - 1973 Jan Aling | - 1974 Jan Lenferink - 1975 Wil van Helvoirt - 1976 Arie Hassink - 1977 Frits Schür - 1978 Herman Snoeijink - 1979 Arie Versluis - 1980 Herman Snoeijink - 1981 Jan Feiken - 1982 Jos Alberts - 1983 Jan Spijker - 1984 Jan Spijker - 1985 Eddy Schurer - 1986 Rob Harmeling - 1987 Tom Cordes - 1988 John Vos - 1989 Pierre Duin - 1990 Tristan Hoffman - 1991 Frank van Veenendaal - 1992 Tonnie Teuben - 1993 Martin van Steen - 1994 Bennie Gosink - 1995 Louis de Koning | - 1996 Anthony Theus - 1997 Rudi Kemna - 1998 Tayeb Braikia - 1999 Wim van de Meulenhof - 2000 Bart Boom - 2002 Brett Lancaster - 2003 Alain van Katwijk - 2004 Jens Mouris - 2005 Arno Wallaard - 2006 Peter Möhlmann - 2007 Marco Bos - 2008 Robin Chaigneau - 2009 Kenny van Hummel - 2010 Job Vissers - 2011 Wouter Haan - 2012 Reinardt Janse van Rensburg - 2013 Tom Vermeer - 2014 Dennis Coenen - 2015 Jeff Vermeulen - 2016 Aidis Kruopis - 2017 Nicolai Brøchner - 2018 Piotr Havik - 2019 Nils Eekhoff |

### Frauen
| - 2014 Lauren Kitchen - 2015 Lisa Brennauer |